# Maryland SoccerPlex
Le Maryland SoccerPlex est un complexe sportif américain (servant principalement pour le soccer) situé dans la ville de Germantown, dans le Maryland.
Le stade, doté de 4 000 places et inauguré en 2000, sert d'enceinte à domicile pour l'équipe de soccer des Maryland Bobcats Football Club.

## Histoire
Les travaux du Maryland SoccerPlex débutent en 1999 pour s'achever en 2000. Les travaux ont coûté la somme de 15 millions $, grâce à des dons privés et soutenus par le gouvernement et recueillis par un groupe de parents du comté de Montgomery dirigé par le président de Discovery Communications, John Hendricks, et son épouse Maureen (également cofondateurs de l'équipe de football du Washington Freedom). Il est construit en tant que partenariat privé-public entre la Maryland Soccer Foundation, créée en 1997 pour construire et exploiter le complexe et la Maryland-National Capital Park and Planning Commission.
Cependant, les revenus initiaux sont restés en deçà des prévisions et la fondation s'est endettée de 14 millions $, soit près du triple du montant projeté, et les Hendricks ont fait don de 6 millions de dollars supplémentaires en 2005 pour stabiliser le financement et construire des terrains supplémentaires.
Le terrain principal peut accueillir 4 000 spectateurs et abritait les matchs à domicile de nombreuses équipes de soccer masculine et féminine,,.
Le stade a déjà accueilli un match de qualification de l'équipe américaine olympique, des matchs de Coupe des États-Unis, un match de la Ligue des champions de la CONCACAF, les championnats de football masculin de l'ACC, des matchs de la USL et de la Ligue W, des séances d'entraînement pour les argentins du Boca Juniors et de l'équipe nationale de Nouvelle-Zélande. Les championnats nationaux juniors de soccer ont également eu lieu au Maryland SoccerPlex,.

## Installation
L'installation, exploitée par la Maryland Soccer Foundation (MSF), comprend 21 terrains en gazon naturel, 3 terrains en gazon artificiel et 8 terrains de basket-ball et volley-ball convertibles en salle.
Dans le complexe figure également deux parcours de golf miniature, un parc aquatique, un practice, un parcours de tir à l'arc, un jardin communautaire, un étang pour bateaux miniatures, un parc à vélos avec une ligne de saut reliée et une piste de pompage, un centre de tennis et un centre de natation.

## Galerie

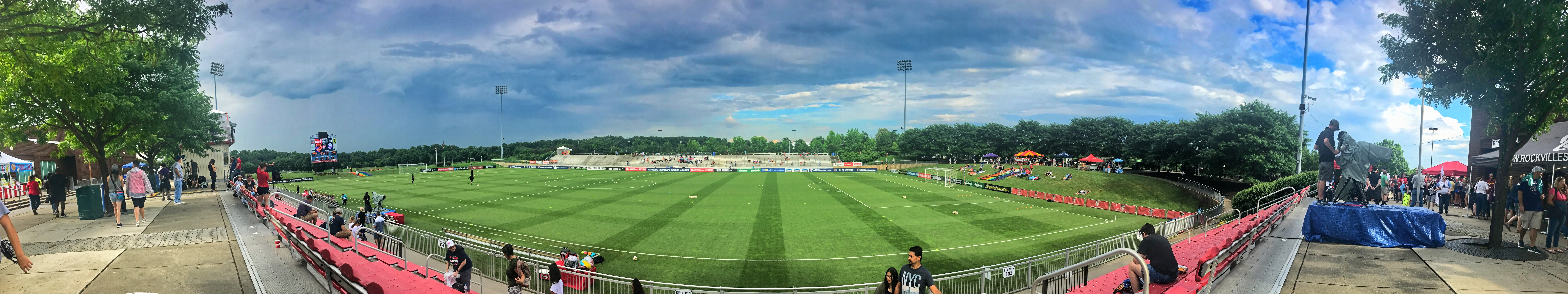
Le Maryland SoccerPlex en juin 2018